# 王命新
王命新（1580年—？年），字又新，號坦山，山東兗州府汶上縣人，明朝政治人物。

## 生平
萬曆三十一年（1603年）癸卯科山東鄉試第二名舉人。萬曆三十八年（1610年）庚戌科會試二百九名，第三甲第一百七十四名進士。兵部觀政，授直隸常州府推官，丁憂，四十四年復除保定府推官，四十六年陞南京戶部主事。累官南京大理寺左寺丞，天啓五年（1625年）十一月被弹劾贪横，降三级调外任。

## 家族
曾祖王士傑；祖父王詔，庠生；父王鉞；母焦氏。慈侍下，妻龐氏，兄自省（庠生）；揚（庠生）；應伸（廩生）；擇，弟運新（庠生）；合新；化新；曆新（庠生）；際新。
子玄中；玄彊；玄恪。